# Deltocephalus alienus
Deltocephalus alienus är en insektsart som beskrevs av Melichar 1899. Deltocephalus alienus ingår i släktet Deltocephalus och familjen dvärgstritar. Inga underarter finns listade i Catalogue of Life.